# Rașid Siuneaev
Rașid Alievici Siuneaev (în rusă Рашид Алиевич Сюняев; n. 1 martie 1943, Tașkent, RSS Uzbekă, URSS) este un astrofizician sovietic și rus. În anul 1966 a absolvit Institutul fizico-tehnic din Moscova, iar în anii  1966-1969 a studiat la doctorantură sub conducerea lui Ya. B. Zeldovici. În anii 1968-1974 a lucrat la Institutul de matematică aplicată al Academiei de științe din URSS (actualmente AȘ R). Începând din anul 1974 lucrează la Institutul de cercetări cosmice din Moscova ca șef al secției de astrofizică a energiilor înalte. Actualmente lucrează și în Germania (Max Plank Institut für Astrophysik).

## Creația științifică
Cercetările principale ale lui Siuneaev se referă la astrofizica energiilor înalte, cosmologie, teoria radiației de fond, fizicii mediului intergalactic. A cercetat interacția radiației cu plazma în condiții extreme, în Universul fierbinte, în vecinătatea pulsarilor și a găurilor negre, nucleelor galaxiilor și a cuazarilor. A sugerat metode de căutare și detectare a găurilor negre și a stelelor neutronice, care radiază din contul discurilor de acreție. În colaborare cu N.I. Shakura a elaborat teoria acreției de disc în stele relativiste. În colaborare cu Iu. N. Gnedin a anticipat existența liniilor ciclotronice în spectrele de radiație a pulsarilor Roentgen — stele neutronice cu câmpuri magnetice foarte intense. În lucrările, consacrate cercetării interacției radiației cu substanța în câmpuri magnetice supraintense a examinat formarea diagramei de direcție a radiației petei fierbinți în vecinătatea polilor magnetici ai stelei neutronice, a calculat polarizarea radiației emergente și spectrul acesteia.  A sugerat modele de formare a impulsurilor pulsarilor Roentgen, a studiat propagarea frontului  arderii termonucleare la suprafața stelelor neutronice, în legătură cu teoria surselor "zvâcnirilor" Roentgen. În colaborare cu V.M. Lyutyi și  A.M. Cerepașciuk (Cerepashchuk) a sugerat metode optice de detectare a surselor de radiație Roentgen duble și a interpretat variația regulată a componentei optice a acestei radiații. A examinat interacția radiației Roentgen cu atmosfera unei stele normale - evaporarea substanței de pe suprafața stelei , reflecția razelor Roentgen, încălzirea atmosferei, apariția petei fierbinți.  Sub îndrumraea lui Ia. B. Zeldovici și în colaborare cu V.G. Kurt a calculat cinetica recombinării hidrogenului în Univers, a arătat, că devierea acestui proces de la starea de echilibru are urmări astrofizice importante.  În colaborare cu Ia. B. Zeldovici  a anticipat reducerea temperaturii de strălucire a radiației de fond în direcțiile aglomerărilor galactice, ca rezultat al interacției fotonilor de frecvență joasă cu  gazul intergalactic (efectul Zeldovici-Sunyaev). Acest efect permite să se determine dimensiunile norului de gaz, distanța până la nor, ceea ce rîndul său permite să se calculeze constanta Hubble și vârsta Universului. Sunyaev a sugerat în anul 1984 o metodă de diagnostic a gazului fierbinte  în aglomerările de galaxii și relictele supernovelor în baza măsurătorilor în diapazon de unde milimetrice al tranzițiilor între subnivelurile structurii hiperfine a atomilor de tip hidrogenoid sau litioid. În anii 80 ai sec XIX s-a ocupat de asemenea de astronomia- γ și Roentgen. A condus exeprimentul sovieto-francez în vederea  cercetării „zvâcnirilor”-γ  pe satelitul „Prognoz-9”, și experimentul în vederea cercetării radiației Roentgen de frecvență înaltă a surselor compacte galactice. Este coautorul a peste 1300 de publicații științifice.

## Opera științifică
- Biblioteca Congresului SUA
- Astrophysics Data System